# Хасим Рахман — Олег Маскаев (2006)
Хасим Рахман — Олег Маскаев II, также известен как «Последний оборонительный рубеж Америки» (англ. American's last line of defence) — профессиональный боксерский двенадцатираундовый поединок в тяжёлом весе за титул чемпиона мира по версии WBC. Бой состоялся 12 августа 2006 года на базе арены Thomas & Mack Center Лас-Вегасе (Невада, США).

## Предыстория
Первая встреча между Маскаевым и Рахманом состоялась 6 ноября 1999 года в Атлантик-Сити (штат Нью-Джерси, США). Этот поединок проходил с преимуществом Рахмана, но в восьмом раунде Маскаев переломил ход поединка и отправил Рахмана в тяжёлый нокаут. После первого боя с Маскаевым, Рахман провёл ещё три поединка, победив Мариона Уилсона (11-31-3), Корри Сандерса (36-1) и Фрэнки Свинделла (37-19-3). После этих побед, 22 апреля 2001 года Хасим Рахман вышел на поединок против чемпиона мира по версиям WBC, IBF и IBO — Леннокса Льюиса. Этот поединок проходил с преимуществом Льюиса, но в пятом раунде Рахман нокаутировал его и стал новым чемпионом мира. 17 ноября того же года между Льюисом и Рахманом состоялся бой-реванш, который завершился победой Леннокса Льюиса нокаутом в 4-м раунде.
В 2003 году Льюис победил украинского спортсмена Виталия Кличко, после чего объявил о завершении карьеры. Новым чемпионом стал Виталий Кличко, который завоевал этот титул победив в апреле 2004 года Корри Сандерса. В 2005 году Кличко должен был провести обязательную защиту против Рахмана. Однако из-за травм, которые украинец получал во в подготовки к поединку, поединок трижды переносился, а затем и вовсе был отменён.

## Ход поединка

### Судейские записки
| Счёт судейских записок на момент остановки поединка | Счёт судейских записок на момент остановки поединка | Счёт судейских записок на момент остановки поединка | Счёт судейских записок на момент остановки поединка | Счёт судейских записок на момент остановки поединка | Счёт судейских записок на момент остановки поединка | Счёт судейских записок на момент остановки поединка | Счёт судейских записок на момент остановки поединка | Счёт судейских записок на момент остановки поединка | Счёт судейских записок на момент остановки поединка | Счёт судейских записок на момент остановки поединка | Счёт судейских записок на момент остановки поединка | Счёт судейских записок на момент остановки поединка | Счёт судейских записок на момент остановки поединка | Счёт судейских записок на момент остановки поединка |
| Судья                                               | Боксёры                                             | Раунд                                               | Раунд                                               | Раунд                                               | Раунд                                               | Раунд                                               | Раунд                                               | Раунд                                               | Раунд                                               | Раунд                                               | Раунд                                               | Раунд                                               | Раунд                                               | Итого                                               |
| Судья                                               | Боксёры                                             | 1                                                   | 2                                                   | 3                                                   | 4                                                   | 5                                                   | 6                                                   | 7                                                   | 8                                                   | 9                                                   | 10                                                  | 11                                                  | 12                                                  | Итого                                               |
| --------------------------------------------------- | --------------------------------------------------- | --------------------------------------------------- | --------------------------------------------------- | --------------------------------------------------- | --------------------------------------------------- | --------------------------------------------------- | --------------------------------------------------- | --------------------------------------------------- | --------------------------------------------------- | --------------------------------------------------- | --------------------------------------------------- | --------------------------------------------------- | --------------------------------------------------- | --------------------------------------------------- |
| Джерри Рот                                          | Хасим Рахман                                        | 10                                                  | 9                                                   | 10                                                  | 9                                                   | 9                                                   | 9                                                   | 9                                                   | 10                                                  | 10                                                  | 9                                                   | 9                                                   | —                                                   | 103                                                 |
| Джерри Рот                                          | Олег Маскаев                                        | 9                                                   | 10                                                  | 9                                                   | 10                                                  | 10                                                  | 10                                                  | 10                                                  | 9                                                   | 9                                                   | 10                                                  | 10                                                  | —                                                   | 106                                                 |
|                                                     |                                                     |                                                     |                                                     |                                                     |                                                     |                                                     |                                                     |                                                     |                                                     |                                                     |                                                     |                                                     |                                                     |                                                     |
| Гленн Троубридж                                     | Хасим Рахман                                        | 10                                                  | 10                                                  | 9                                                   | 10                                                  | 9                                                   | 10                                                  | 9                                                   | 10                                                  | 9                                                   | 9                                                   | 9                                                   | —                                                   | 104                                                 |
| Гленн Троубридж                                     | Олег Маскаев                                        | 9                                                   | 9                                                   | 10                                                  | 9                                                   | 10                                                  | 9                                                   | 10                                                  | 9                                                   | 10                                                  | 10                                                  | 10                                                  | —                                                   | 105                                                 |
|                                                     |                                                     |                                                     |                                                     |                                                     |                                                     |                                                     |                                                     |                                                     |                                                     |                                                     |                                                     |                                                     |                                                     |                                                     |
| Анек Хонгтонгкам                                    | Хасим Рахман                                        | 10                                                  | 10                                                  | 10                                                  | 10                                                  | 9                                                   | 10                                                  | 9                                                   | 10                                                  | 10                                                  | 9                                                   | 9                                                   | —                                                   | 106                                                 |
| Анек Хонгтонгкам                                    | Олег Маскаев                                        | 9                                                   | 9                                                   | 9                                                   | 9                                                   | 10                                                  | 9                                                   | 10                                                  | 9                                                   | 9                                                   | 10                                                  | 10                                                  | —                                                   | 103                                                 |

## Андеракрт
В таблице перечислены результаты всех поединков боксёров.
В каждой строке указан результат поединка. Дополнительно номер поединка обозначен цветом, который обозначает итог поединка. Расшифровка обозначений и цветов представлена в нижеследующей таблице.
| Пример | Расшифровка                     |
| ------ | ------------------------------- |
|        | Победа                          |
|        | Ничья                           |
|        | Поражение                       |
|        | Планируемый поединок            |
|        | Поединок признан несостоявшимся |
| КО     | Нокаут                          |
| ТКО    | Технический нокаут              |
| PTS    | Решение судей (по очкам)        |
| UD     | Единогласное решение судей      |
| MD     | Решение большинства судей       |
| SD     | Раздельное решение судей        |
| RTD    | Отказ от продолжения боя        |
| DQ     | Дисквалификация                 |
| NC     | Поединок признан несостоявшимся |

| Боксёр                     | Итог боя   | Боксёр                       | Примечания                                                         |
| -------------------------- | ---------- | ---------------------------- | ------------------------------------------------------------------ |
| Хасим Рахман (41-5-2)      | TKO12 (12) | Олег Максаев (32-5)          | Бой за титул чемпиона мира в тяжёлом весе по версии WBC.           |
| Умберто Сото (38-5-2)      | TKO4 (12)  | Иван Валле (25-5-1)          | Рейтинговый поединок во второй полулёгкой весовой категории.       |
| Хосе Санта Крус (23-1)     | TKO10 (12) | Дэвид Диас (31-1-1)          | Бой за титул временного чемпиона мира в лёгком весе по версии WBC. |
| Джон Варгас (17-1)         | UD8 (8)    | Анеуди Сантос (12-4)         | Рейтинговый поединок в полутяжёлой весовой категории.              |
| Ванес Мартиросян (9-0)     | UD6 (6)    | Маркус Брукс (6-1)           | Рейтинговый поединок в первой средней весовой категории.           |
| Аарон Прайор-младший (5-0) | SD6 (6)    | Даниил Станиславевич (7-7-2) | Рейтинговый поединок во второй средней весовой категории.          |
| Трэвис Кауфман (5-0)       | TKO1 (4)   | Джеймс Макклоски (2-2-2)     | Рейтинговый поединок в тяжёлой весовой категории.                  |
| Майки Гарсия (1-0)         | KO1 (4)    | Чад Эндрю Ганниган (0-2)     | Рейтинговый поединок во второй полулёгкой весовой категории.       |